# Azpeitia
Azpeitia è un comune spagnolo di 13 708 abitanti situato nella comunità autonoma dei Paesi Baschi, comarca di Urola Costa. È posta al centro della provincia di Gipuzkoa ai piedi del massiccio di Lizarraitz sulle rive del fiume Urola. Il comune è costituito da sette centri uno dei quali è Loyola, patria di Ignazio di Loyola fondatore dell'ordine dei Gesuiti.
La sua economia si basa essenzialmente sull'industria del legno, dei mobili e sulla metallurgia. L'agricoltura e l'allevamento del bestiame sono in secondo piano e la loro produzione è rivolta soprattutto all'autoconsumo e marginalmente al commercio nel mercato locale. Nel territorio esistono anche cave di pietra da costruzione e la forestazione fornisce il legno all'industria locale. C'è anche un turismo di carattere religioso legato al santuario di Sant'Ignazio.

## Storia
Re Ferdinando IV di Castiglia la fondò nel 1310 come città elargendole la Carta pueblo, cioè lo statuto con i doveri nei confronti del re e i propri diritti e prerogative. Il luogo appare citato in un documento del 1027 col nome Garmendia de Trauequi divenuto in seguito in altri documenti Salvatierra de Trauequi. nel 1934 prese l'attuale nome derivato dai termini della lingua basca atz che significa rocca, scoglio e beitia o peitia che significa sotto e quindi Azpeitia significa città sotto la rocca.
I terreni su cui sorge la cittadina furono donati da famiglie di Ozaka e Iribarrera alla chiesa templaria del Monastero di Soreasu.
La Valle di Urola costituì nel medio Evo un'importante via di comunicazione per i collegamenti con la costa. La cosiddetta guerra de bandos cioè dei vari partiti feudali interessò anche Azpeitia ed Enrico IV le mise fine esiliando in Andalusia i capi delle diverse fazioni. Finita la guerra si ebbe un risveglio dell'economia grazie all'apertura del commercio con le colonie americane che interessò l'esportazione di prodotti della industria metallurgica già allora esistente in Azpeitia. La città fu residenza del corregidor (governatore), del Tribunale e della Deputazione. Nella prima metà del XIX secolo a seguito della riforma del sistema amministrativo della Spagna fu inglobata nella provincia Gipuzkoa e nel 1934 prese l'attuale nome.

## Monumenti e luoghi d'interesse
- Parroquia de San Sebastián de Soriasu chiesa di origine antica costruita nel secolo XVI e ristrutturata nel XVIII.
- Casa Enparan costruita nel 1320. ristrutturata nel 1535, l'aspetto attuale risale al 1750.
- fuentes de Abitrin del 1842 in stile neoclassico.
- Palacio Antxieta del XVI secolo.
- Ermita de Santa Magdalena del XIX secolo.
- Ermita de Nuetra Señora de Arantzazu del xx secolo.
- Ermita de Nuetra Señora de la Antigua del XVIII secolo.
- Plaza de Toros costruita nel 1903. Può contenere 4000 spettatori.
- Caserio in Oñaz grande casale nella frazione di Oñaz con casa padronale, dipendenze, fontana e chiesa.
- Conjunto de caserios complesso di casali con chiesa neoclassica del XIX secolo nella località di Aratz-Errek.
- Case rurali con blasoni nobiliari del XV secolo nella frazione di Eizagirre.
- Gran caserio di Larranca, costruito nel 1483 subì un incendio nel 1711. Ricostruito in pietra ha più l'aspetto di un palazzo che di un caserio.
- Museo vasco de Ferrocarril. La valle di Oruna era percorsa nel XIX secolo da una linea ferroviaria, la prima in Spagna a trazione elettrica. Quando fu dismessa, nella stazione di Aspeitia si sistemò un museo ferroviario con locomotive, vagoni d ed altri oggetti di carattere ferroviario.
- Museo del Medio ambiente di specializzazione ecologica.
- Iglesia de la Santísima Trinidad y la Tercera nella frazione di Nuarbe.
- Complesso del Santuario di Sant'Ignazio a Loyola. Il complesso di grande significato religioso è costituito da diversi edifici barocchi di alto valore artistico che si dispongono attorno alla casa natale del santo in modo da formare con questa un disegno di aquila in volo. La chiesa a pianta circolare progettata dall'architetto italiano Carlo Fontana alla fine del secolo XVII sormontata da una grande cupola opera dei fratelli Churriguera, rappresenta il corpo dell'aquila, la Casa natale e il Collegio rappresentano le ali, altri edifici minori la coda e il Portico la testa. Al complesso di edifici lavorarono diversi e importanti architetti spagnoli oltre ai Churriguera. Quando Carlo III cacciò i gesuiti, i lavori furono interrotti e tutta l'opera fu terminata poi nel 1888. La casa natale era una casa torre del XIV secolo che fu mozzata alla fine della guerra de los bandos per ordine di Enrico IV che mandò in esilio in Andalusia Juan de Loyola il quale, quando tornò, ricostruì parte della casa in stile mudejar che aveva apprezzato durante la permanenza in Andalusia. La casa attualmente presenta al primo piano diversi locali trasformati in ricche cappelle barocche e la stanza dove nacque il santo nel 1491, al secondo piano è la sua camera con ricordi, reliquie e oggetti d'oro. Il complesso è circondato da giardini e da una grande piazza.

## Dintorni
A 4 km Azcoitia con tipiche case basche.
A 6 km Cestona - Zestoa centro termale con acque cloruro sodiche.
A 15 km Zumaia pittoresco piccolo porto di pesca della Costa basca e centro balneare.

## Feste
Le principali feste sono le seguenti:
Sebastians festa di san Sebastiano che dura due giorni il 19 e 29 gennaio con Tamborradas cioè sfilate di gruppi in costume che battono sui tamburi.
Sanignacios festa in onore di sant'Ignazio il 31 luglio a carattere insieme religioso e ludico.
Santotomases in onore di San Tomaso, continuazione delle feste natalizie con concorsi di verdura, fiori, e frutta, incontri di teatro.
Carnavales con sfilate di carri carnevaleschi, di gruppi di maschere, musica, canti e balli nelle piazze e nelle strade del centro storico. Singolari le usanze in questo periodo: l'ultima domenica di carnevale tutti i cittadini si vestono con abiti eleganti (exikiteo elegante) e il lunedì e martedì seguenti sono di rigore i travestimenti in costume (sokamuturra)
Tutti i quartieri organizzano poi le proprie feste patronali. Numerose sono le corride di tori rinomate in tutti i Paesi Baschi. Si tiene anche la Feria taurina de Azpeitia fiera e festa insieme.